# Денисов, Пётр Васильевич
Пётр Васильевич Денисов (1 июня 1913, Юлово, Пензенская губерния — 9 мая 1997, Барлук, Иркутская область) — командир орудия 798-го артиллерийского полка, сержант.

## Биография
Родился 1 июня 1913 года в селе Юлово (ныне — Городищенского района Пензенской области). Окончил 3 класса. Работал бригадиром полеводческой бригады в колхозе.
В Красной Армии и на фронте в Великую Отечественную войну с июля 1941 года. Член ВКП/КПСС с 1942 года. К лету 1944 года сержант Денисов — командир орудия 798-го артиллерийского полка 265-й стрелковой дивизии. В составе полка воевал на Ленинградском, 2-м и 3-м Прибалтийских и 1-м Белорусском фронтах.
15-16 июня 1944 года в боях под населенными пунктами Тибор и Корхула сержант Денисов огнём из орудия подавил 2 вражеские минометные батареи, 2 пулеметные точки, разбил дзот.
Приказом от 22 июня 1944 года сержант Денисов Пётр Васильевич награждён орденом Славы 3-й степени.
17 февраля 1945 года в бою северо-западнее города Реетц, 80 км западнее города Шнайдемюль, сержант Денисов при отражении атаки противника на огневую позицию батареи заменил наводчика и поджег танк, истребив до 15 сопровождавших его солдат.
Приказом от 11 апреля 1945 года сержант Денисов Пётр Васильевич награждён орденом Славы 2-й степени.
23 апреля — 2 мая 1945 года в боях за город Берлин сержант Денисов со своим расчетом двигался с наступающей пехотой. В районе Лихтенберга прямой наводкой уничтожил 2 крупнокалиберных пулемета, орудие с расчетом. 29 апреля подбил штурмовое орудие врага.
В октябре 1945 года старшина Денисов был демобилизован. Возвратился в родные места.
Указом Президиума Верховного Совета СССР от 15 мая 1946 года за мужество, отвагу и героизм сержант Денисов Пётр Васильевич награждён орденом Славы 1-й степени. Стал полным кавалером ордена Славы.
Несколько лет жил в Архангельской области, работал председателем колхоза «Красная Заря». Затем переехал в Иркутскую область, работал начальником технического снабжения в Литвиновском леспромхозе Ленского района. С 1985 года жил в селе Барлук Куйтунского района Иркутской области. Скончался 9 мая 1997 года.
Награждён орденами Отечественной войны 1-й степени, Славы 3-х степеней, медалями.